# Mörttjärnen (Ytterlännäs socken, Ångermanland)
Mörttjärnen är en sjö i Kramfors kommun i Ångermanland och ingår i Ångermanälven-Gådeåns kustområde. Sjön har en area på 0,0673 kvadratkilometer och ligger 251,3 meter över havet. Sjön avvattnas av vattendraget Masbäcken.

## Delavrinningsområde
Mörttjärnen ingår i det delavrinningsområde (698347-158835) som SMHI kallar för Mynnar i Hersjön. Medelhöjden är 280 meter över havet och ytan är 3,28 kvadratkilometer. Det finns ett avrinningsområde uppströms, och räknas det in blir den ackumulerade arean 3,84 kvadratkilometer. Masbäcken som avvattnar avrinningsområdet har biflödesordning 3, vilket innebär att vattnet flödar genom totalt 3 vattendrag innan det når havet efter 15 kilometer. Avrinningsområdet består mestadels av skog (82 procent). Avrinningsområdet har 0,05 kvadratkilometer vattenytor vilket ger det en sjöprocent på 1,6 procent.